# Албрехтице в Јизерских хорах
Албрехтице в Јизерских хорах (чеш. Albrechtice v Jizerských horách) је насељено мјесто са административним статусом сеоске општине (чеш. obec) у округу Јаблонец на Ниси, у Либеречком крају, Чешка Република.

## Становништво
Према подацима о броју становника из 2014. године насеље је имало 322 становника.